# Arnošt Prillinger
Arnošt Prillinger (10. ledna 1890 Uherské Hradiště – 20. dubna 1944 Gollnow) byl československý legionář, důstojník, odbojář a oběť nacismu.

## Život

### Před první světovou válkou
Arnošt Prillinger se narodil 10. ledna 1890 v Uherském Hradišti. Vystudoval měšťanskou a strojní průmyslovou školu a začal pracovat jako technický úředník. Byl členem Sokola.

### První světová válka
Po vypuknutí první světové války byl Arnošt Prillinger povolán do c. a k. armády a odeslán na ruskou frontu. Bojoval v řadách 25. zeměbraneckého pluku jako šikovatel. Dne 1. dubna 1915 padl do zajetí. Do Československých legií podal přihlášku 1. listopadu téhož roku v Kyjevě, zařazen byl 22. června 1917 a opět jako šikovatel ke 2. střeleckému pluku. Absolvoval Sibiřskou anabázi. Působení v legiích zakončil s dosaženou hodností nadporučíka 6. střeleckého pluku po návratu do Československa 20. června 1920.

### Mezi světovými válkami
Arnošt Prillinger zůstal v armádní službě, kde dosáhl hodnosti podplukovníka. Dne 20. listopadu 1922 se v Uherčicích oženil s Marií Schwarzovou. Manželům se v roce 1923 narodila dcera Olga a v 1929 syn Arnošt.

### Druhá světová válka
Po německé okupaci v březnu 1939 a rozpuštění Československé armády se Arnošt Prillinger zapojil do protinacistického odboje v rámci Krajského velitelství Obrany národa - Jižní Čechy pod velením brig. gen. Václava Volfa a následně plk. Cyrila Pazdery. Organizace se podílela na organizaci odchodů našich vojáků do zahraničí, shromažďování zbraní, přípravě sabotáží a na rodinném statku v pplk. Františka Maška v Ústrašicích byla uchovávána ilegální vysílačka. Jeho dalšími spolupracovníky byli mj. pplk. Karel Klapálek, pplk. Josef Březina, mjr. Vojtěch Pertl a mjr. Antonín Szafran. Za svou činnost byl zatčen společně s dalšími gestapem. Vězněn a vyslýchán byl v Táboře, Českých Budějovicích, Budyšíně a Zhořelci, následně byl nucen pracovat v opukových dolech v Rottenburgu. V roce 1942 byl v Drážďanech odsouzen k sedmi a půl roku žaláře. Vězněn byl v Gollnowě, kde podlehl následkům věznění. Jako datum úmrtí bývá uváděn 22. duben 1944.

## Posmrtná ocenění
- Arnošt Prillinger byl in memoriam povýšen do hodnosti plukovník
- Arnoštu Prillingerovi byl in memoriam udělen Československý válečný kříž 1939